# Майя з Цхнеті
Майя з Цхнеті (груз. მაია წყნეთელი) — грузинська радянська історична драма 1959 року режисера Резо Чхеїдзе, створена на кіностудії «Грузія-фільм». Прем'єра відбулася у Тбілісі в травні 1959 року.

## Синопсис
Майя, дівчина з села Цхнеті, сподобалась місцевому багатію, і він почав її домагатися. Захищаючись від домагань вона вбиває багатія. 
Рятуючись від покарання за вбивство, Майя перевдягається у чоловіче вбрання та видає себе за хлопця Мате... 

## У ролях
- Лейла Абашидзе — Майя[2]
- Ґріґол) Ткабладзе — цар Іраклій II
- Ґоча Абашидзе — Манучо
- Отар Меґвінетухуцесі — Кіріклапія
- Акакій Кванталіані — Беріка
- Вахтанґ Нінуа — Джемал Бердзадзе
- Дмитро Кіпіані — епізодична роль

## Творча група
- Режисер — Резо Чхеїдзе
- Сценарист — Валер'ян Канделакі
- Оператор — Ґіорґі Челідзе
- Композитор — Сулхан Цинцадзе
- Художники — Ґіві Ґіґаурі, Кахі Хуцішвілі